# Joc i aprenentatge
Els jocs i l'aprenentatge és un camp d'investigació educativa que estudia el que s'aprèn en jugar amb videojocs, i com els principis de disseny, les dades i les comunitats de videojocs poden desenvolupar entorns d'aprenentatge nous. Els videojocs creen nous mons socials i culturals –mons que ajuden a les persones a aprendre integrant el pensament, la interacció social, i la tecnologia, tot al servei de fer les coses que li preocupen. Els ordinadors i altres tecnologies han canviat la manera d'aprendre de l'alumnat. La integració dels jocs a l'educació té el potencial de crear maneres noves i més potents per aprendre en escoles, comunitats i llocs de treball. Els investigadors del joc estudien com els aspectes socials i col·laboratius del videojoc poden crear nous tipus de comunitats d'aprenentatge. Els investigadors també estudien com les dades generades pel joc es poden utilitzar per dissenyar la propera generació d'avaluacions d'aprenentatge. Les característiques del joc són: maneig de llenguatge, desenvolupament d'habilitats cognitives, rols, maneig d'emocions, creativitat i resolució de problemes.
Segons Weinstein i Mayer, les estratègies d'aprenentatge poden ser definides com a conductes i pensament que un aprenent utilitza durant l'aprenentatge amb la intenció d'influir en el seu procés de codificació.
Dansereau i Nisbet les defineixen com a seqüències integrades de procediments o activitats que es trien amb el propòsit de facilitar l'adquisició, emmagatzematge i/o utilització de la informació. Les estratègies d'aprenentatge són processos de presa de decisions (conscients i intencionals) en els quals l'alumne tria i recupera, de manera coordinada, els coneixements que necessita per complementar una demanda o objectiu, depenent de les característiques de la situació en què es produeix l'acció. Altres autors la defineixen com a activitats o operacions mentals empleades per facilitar l'adquisició del coneixement.

## Recerca
El món dels jocs i la investigació de l'aprenentatge estudia com les noves eines de mitjans de comunicació digitals canvien el tema d'investigació educativa, de recordar i repetir informació a ser capaç de trobar-la, avaluar-la i utilitzar-la de manera convincent al moment i en el context correcte. La investigació sobre jocs i aprenentatge explora com els jocs i comunitats de joc poden conduir a habilitats educatives del sigli XXI, com el pensament d'ordre superior, la capacitat de solucionar problemes complexos, pensar de forma independentment, col·laborar, comunicar-se i aplicar eines digitals per recopilar informació de manera eficaç.
La investigació duta a terme per Shaffer, D., Squire, K., Halverson, R., & Gee, J. P. de la Universitat de Wisconsin – Madison mostra els beneficis educatius i socials de jocs digitals. Els jocs no necessiten per ser específicament orientats cap a l'educació perquè siguin eines educatives. Els jocs poden reunir formes de conèixer, maneres de fer, maneres de ser, i maneres de preocupar-se. Quan John Dewey va argumentar, les escoles estan construïdes en una obsessió pels fets. Els estudiants han de aprendre fent, i amb els jocs, l'alumnat pot aprendre fent alguna cosa com a part d'una comunitat més gran de persones qui comparteixen maneres i objectius comuns i formes d'aconseguir aquells objectius comuns, fent del joc un benefici també per raons socials. El joc també ha canviat l'aspecte del currículum basat en continguts a les escoles. En els mitjans basats en contingut, les persones aprenen quan li expliquen i reflexionen sobre els quals els estan dient. En els jocs, els dissenyadors de joc creen entorns digitals i nivells de joc que donen forma, faciliten i fins i tot ensenyen la resolució problema.
Un altre experiment va investigar els efectes d'utilitzar el iPad com a eina d'aprenentatge en preescolars americà. Els resultats de l'experiment van contrastar en gran manera que l'ús creixent de la tecnologia per nens resulta perjudicial. En els seus resultats, l'ús de l'iPads, específicament en la conclusió de les tasques de l'aplicació dins ell, va llançar resultats positius. La interacció entre companys, la participació i l'aprenentatge van ser evidents ja que la tasca es va administrar en un ambient d'aula, que requeria que els nens treballessin junts.
Els jocs també ensenyen a l'alumnat que el fracàs és inevitable, però no irrevocable. A l'escola, el fracàs és un gran problema. En els jocs, els jugadors poden tornar a començar des de l'últim guardat. Un fracàs de cost baix assegura que els jugadors prendran riscos, exploren i provaran coses noves.
Gran part del debat sobre els jocs digitals per a educació es va basar en si els jocs són bons per a educació o no. Però aquesta qüestió és massa simplista. L'informe del Consell de Recerca Nacional damunt activitats de laboratori i els simuladors deixa clars que el disseny i no simplement el mitjà d'una activitat d'aprenentatge físic o virtual determina la seva eficàcia. Els jocs digitals són un mitjà amb certs avantatges i limitacions, igual que els laboratoris físics i els simuladors virtuals són mitjans amb certs avantatges i limitacions. Les simulacions i els jocs digitals de fet comparteixen moltes semblances a aquest sentit. A pesar que hi ha definicions múltiples per a jocs, les característiques claus que diferencien els jocs de simuladors impliquen la inclusió explícita de (a) regles per comprometre el simulacre, (b) objectius que els jugadors han de perseguir, i (c) mitjans per indicar als jugadors el progrés cap a aquells objectius. Les característiques de jocs, adequadament dissenyats, poden proporcionar potents possibilitats per a la motivació i l'aprenentatge. Els estudis individuals han demostrat, per exemple, que els jocs ben dissenyats poden promoure la comprensió conceptual i les habilitats de procés, que poden fomentar una comprensió epistemològic més profunda de la naturalesa i els processos a través dels quals es desenvolupa el coneixement científic i poden produir beneficis en la disposició i la capacitat per participar en discurs i pràctiques científics.
En el seu llibre El que els videojocs Ens Han d'Ensenyar sobre l'Aprenentatge i l'Alfabetització, James Paul Gee parla sobre l'aplicació i els principis de l'aprenentatge digital. Gee s'ha centrat en els principis d'aprenentatge en videojocs i com aquests principis d'aprenentatge poden ser aplicats a l'aula K-12. Els videojocs reeixits són bons per a jugadors desafiadors. Motiven jugadors a perseverar i ensenyar als jugadors com jugar. La teoria d'aprenentatge del videojoc de Gee inclou la seva identificació de trenta-sis principis d'aprenentatge, incloent: 1) Control Actiu, 2) Principi de Disseny, 3) Principi Semiòtic, 4) Àmbit Semiòtic, 5) Fiqui-Pensament de nivell, 6) Principi de Moratòria Psicosocial, 7) Principi d'Aprenentatge Compromès 8) Principi d'Identitat, 9) Principi d'autoconeixement, 10) Amplificació de Principi d'Entrada, 11) Principi de Consecució, 12) Principi de Pràctica, 13) Principi d'Aprenentatge Actual, i 14) Principi de règim de competència i més. Dins d'aquests principis d'aprenentatge Gee mostra el lector les vàries maneres en quins jocs i l'aprenentatge estan enllaçats i com cada principi recolza a l'aprenentatge a través del joc. Un exemple seria el Principi d'aprenentatge 6: "Principi de Moratòria Psicosocial", on Gee explica que en jocs, els estudiants poden prendre riscos en un espai on es redueixen les conseqüències món real. Un altre dels principis de Gee, nº8, mostra la importància de jocs i que l'aprenentatge implica assumir i jugar amb les identitats de tal manera que l'estudiant té eleccions reals (en el desenvolupament la identitat virtual) i una àmplia oportunitat d'intervenir en la relació entre identitats noves i vells.Hi ha un joc tripartit d'identitats quan els estudiants relacionen, i reflectir sobre les seves múltiples identitats del món real, una identitat virtual i una identitat projectiva.
Scot Osterweil, director d'investigació en l'Institut de Massachusetts del programa d'Estudis de Mitjans de Comunicació Comparatiu de la tecnologia declara que aquests estàndards i mètodes de prova no són propicis per ensenyar els mètodes que incorpora videojocs. Els jocs només no faran escoles més eficaces, no pot reemplaçar professors o servir com un recurs educatiu que pot aconseguir un nombre infinit d'estudiants. L'extensió de la funció dels jocs en l'aprenentatge està àdhuc per veure's. Es necessita més investigació en aquesta àrea per  per determinar l'impacte de jocs i aprenentatge.
Peter Gris, qui va realitzar una investigació sobre el  aprenentatge de la primera infància, declara que el joc és purament una activitat beneficiosa en nens petits. Declara que els nens són capaços d'escollir com utilitzar eficaçment el seu temps i que ús extens d'un mitjà particular d'aprenentatge mostren que estan prenent alguna cosa valuós d'ell. Continua per declarar la importància de l'ordinador en l'edat moderna i que no utilitzar-la com una eina d'aprenentatge és senzillament una ximpleria. Els Videojocs han mostrat nivells positius de millora en àrees de funció cognitiva. En el seu estudi "Millora de la Capacitat Multitasca a través de jocs d'acció". Chiappe i els seus col·legues van determinar que 50 hores de joc van millorar significativament els resultats en una prova de rendiment modelades segons les habilitats utilitzades pilotant una aeronau. A part d'est, les àrees d'atenció i vigilància, així com els processos visuals bàsics han demostrat millorar amb el temps de videojoc.

## Aplicació
Les eines d'aprenentatge digital tenen el potencial de ser personalitzades per adaptar-se a cadascuna de les capacitats de l'alumnat i poden involucrar-les en tasques interactives i simular situacions de vida real. Els jocs poden crear nous mons socials i culturals que no pot haver estat disponible a tothom antigament. Aquests mons poden ajudar a les persones a aprenen per integrar pensament, interacció social, i tecnologia, tot al servei de fer coses que els preocupen.
Els videojocs són importants perquè deixen que les persones participin en i experimentin mons nous. Permeten que els jugadors pensin, parlin i actuïn de maneres noves. De fet, els jugadors habiten funcions que d'una altra manera seria inaccessible per a ells. Un exemple d'un joc on els jugadors estan aprenent mentre juguen seria The Sims, un joc d'estratègia a temps real on els jugadors necessiten prendre decisions que altera la vida dels seus personatges. Poden manipular l'escenari per crear vides digitals on poden experimentar les lluites de la monoparentalitat o pobresa. Els jugadors en aquest joc no poden modificar una decisió anterior per alterar el resultat, fins i tot si el resultat és desagradable. L'objectiu és per sobreviure amb el millor de les seves capacitats. El joc és complicat i difícil, igual que seria viure una vida real. Pel que fa a una aproximació més tradicional de l'educació, The Sims ha estat utilitzat com a plataforma perquè els estudiants aprenguin una llengua i explorin la  història mundial mentre desenvolupen habilitats com la lectura, matemàtiques, lògica i col·laboració.
Si ben no tots els investigadors estan d'acord, alguns els estudis recents han demostrat els efectes positius d'utilitzar jocs per aprendre. Un estudi dut a terme per professor Traci Sitzmann a la Universitat d'Oregon a 6.476 alumnes declara que l'estudiant en el grup de joc va tenir un 11 per cent més alts en nivells de coneixement factual, 14 per cent habilitat més alta en nivells de coneixement basat en habilitats, i 9 per cent nivells de retenció més alta que els estudiants en el grup de comparació". Alguns altres estudis agregats també mostren un augment a aprendre rendiment gràcies a l'ús de videojocs.

## Controvèrsia
Els crítics suggereixen que les lliçons que les persones aprenen de jugar als videojocs no són sempre desitjables. Douglas Gentil, professor associat de psicologia a la Universitat Estatal d'Iowa, va trobar que els nens qui repetidament juguen a videojocs violents estan aprenent patrons de pensament que es quedaran amb ells i influiran en es comportament quan creixen majors. Els investigadors d'aquest estudi van trobar que amb el temps els nens van començar a pensar més agressivament, i quan els provocava a casa, escola o en altres situacions, els nens van reaccionar molt, igual que van fer quan estaven jugant a un videojoc violent. Però fins i tot els crítics més durs estan d'acord que les persones poden aprendre una mica de jugar a videojocs. Mentre la investigació sobre els impactes conductistes i cognitius dels videojocs amb violència han mostrat resultats mixts, així com jocs amb petits o cap violència han demostrat resultats prometedors. Elizabeth Zelinski, un professor de gerontologia i psicologia a la Universitat de Califòrnia Del sud declara que alguns jocs digitals han mostrats millorar la funció del cervell, mentre uns altres tenen el potencials d'invertir la pèrdua cognitiva associada amb envellir. Alguns jocs requereixen que els jugadors prenguin decisions que varien des de decisions senzilles a bastant complexes per impulsar el seu progrés.
Alguns investigadors qüestionen si una major dependència dels videojocs és el millor per als interessos dels estudiants, indicant que hi ha poques proves que indiquin que el joc hàbil es tradueixi a puntuacions de prova millor o desenvolupament cognitiu més ampli. Emma Blakey assenyala que molt pocs estudis han examinat si els videojocs milloren el rendiment d'aula i acadèmic.
A causa que les escoles estan treballant per complir amb els  Estàndards Estatals comuns, els quals dicten el que els estudiants haurien de ser capaços de complir en anglès i matemàtiques al final de cada grau (utilitzant testatge estandarditzat com a manera de seguir el progrés d'un estudiant), el ús de joc per aprendre esdevé obsolet.